# Arabieren in Turkije
Met Turkse Arabieren (Turks: Türkiye Arapları, Arabisch: عرب تركيا) worden in Turkije wonende etnische Arabieren of Turken van Arabische afkomst aangeduid. Er leven naar schatting 2 miljoen Turkse Arabieren, waarmee zij de op een na grootste minderheid van het land, na de etnische Koerden, vormen. Sinds het begin van de Syrische Burgeroorlog in 2011 hebben miljoenen Arabische vluchtelingen uit Syrië hun toevlucht gezocht in Turkije, waardoor het aantal Arabieren in Turkije sterk is toegenomen.

## Aantal

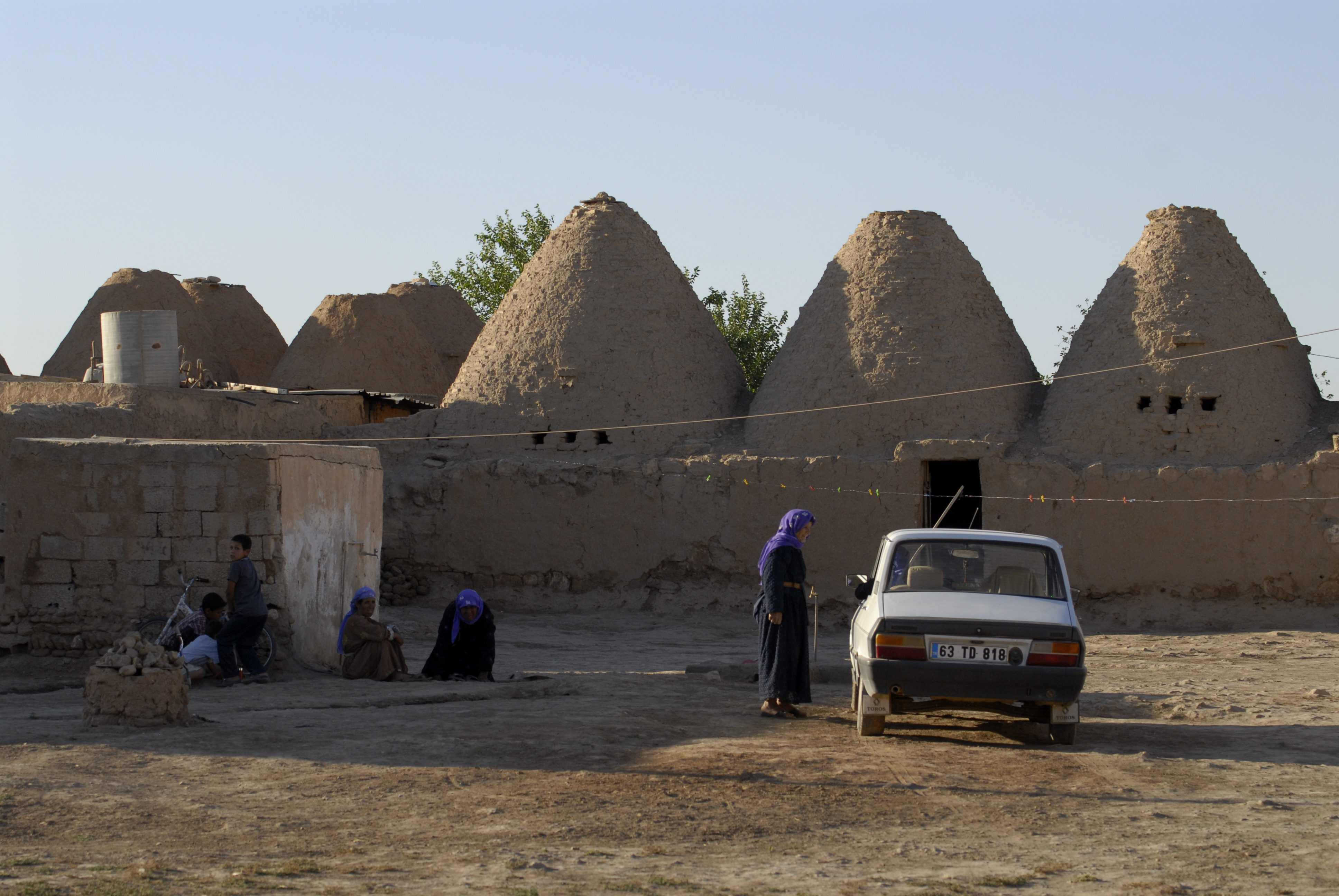
De "bijenkorfhuizen" en vrouwen in traditionele kleding in het overwegend door Turkse Arabieren bewoonde district Harran, Şanlıurfa.

Het exacte aantal Arabieren in Turkije is onbekend en varieert volgens verschillende bronnen. Volgens een Turkse enquête in 2006 was 0,7% van de Turkse bevolking van Arabische oorsprong. Volgens een Amerikaanse schatting uit 1995 lag het aantal Arabieren tussen 800.000 en 1 miljoen personen. Volgens Ethnologue werd het Arabisch in 1992 door 500.000 als moedertaal gesproken. In een interview met Al Jazeera in 2020 schatte de prominente Turkse politicus Yasin Aktay het aantal Arabieren in Turkije op negen miljoen zielen (of 10% van de Turkse bevolking), waarvan de helft uit andere landen.
| Jaar | T1      | T2      | Totaal  | Bevolking van Turkije | % van bevolking |
| ---- | ------- | ------- | ------- | --------------------- | --------------- |
| 1927 | 134.273 | -       | 134.273 | 13.629.488            | 0,99            |
| 1935 | 153.687 | 34.028  | 187.715 | 16.157.450            | 1,16            |
| 1945 | 247.294 | 60.061  | 307.355 | 18.790.174            | 1,64            |
| 1950 | 269.038 | -       | 269.038 | 20.947.188            | 1,28            |
| 1955 | 300.583 | 95.612  | 396.195 | 24.064.763            | 1,65            |
| 1960 | 347.690 | 134.962 | 482.652 | 27.754.820            | 1,74            |
| 1965 | 365.340 | 169.724 | 533.264 | 31.391.421            | 1,70            |

### Syrische vluchtelingen

Aantal Syriërs (x1000) per district in Istanboel (2020).

Op 30 december 2021 bedroeg het aantal (door de Turkse autoriteiten) geregistreerde vluchtelingen uit Syrië 3.736.799 personen. Bijna de helft (1.771.083 personen) van deze groep bestond uit kinderen in de leeftijdscategorie 0 tot 18 jaar. De gemiddelde leeftijd van de Syriërs in Turkije is 22,4 jaar, hetgeen beduidend lager is dan het Turkse gemiddelde van 32,7 jaar.
In de periode 2020-2021 is het aantal geregistreerde Syriërs in Turkije toegenomen met 95.429 personen (+2,62%). Tussen 2011 en 2021 is het aantal geregistreerde Syriërs in Turkije bijna verdriehonderdvoudigd (zie: tabel hieronder).
| Datum  | 2011   | 2012    | 2013      | 2014      | 2015      | 2016      | 2017      | 2018 (29 maart) | 2019      | 2020      | 2021      |
| ------ | ------ | ------- | --------- | --------- | --------- | --------- | --------- | --------------- | --------- | --------- | --------- |
| Aantal | 14 237 | 224 655 | 1 519 286 | 2 503 549 | 2 834 441 | 3 426 786 | 3 623 192 | 3 567 130       | 3 583 000 | 3 641 370 | 3 736 799 |

De provincie met het hoogste aantal Syriërs is Istanboel met 534.096 personen. Deze provincie wordt gevolgd door Gaziantep met 460.664 mensen en Hatay met 435.650 mensen. De provincie met het hoogste aandeel Syriërs is Kilis: 42,8% van de bevolking bestaat uit Syriërs. Er zijn in deze provincie 142.782 Turkse burgers en 106.803 Syriërs. Kilis wordt gevolgd door Hatay: in deze provincie vormen Syriërs 20,8% van de bevolking.

## Verspreiding
De Turkse Arabieren leven voornamelijk in het zuiden en zuidoosten van Turkije, langs de Turkse grens met Syrië en Irak. In de provincies Adana, Batman, Bitlis, Gaziantep, Hatay, Mardin, Mersin, Muş, Siirt, Şanlıurfa en Şırnak wonen significante Arabische gemeenschappen. Bovendien leven er in Istanboel en in West-Europa grote diasporagemeenschappen.

## Taal

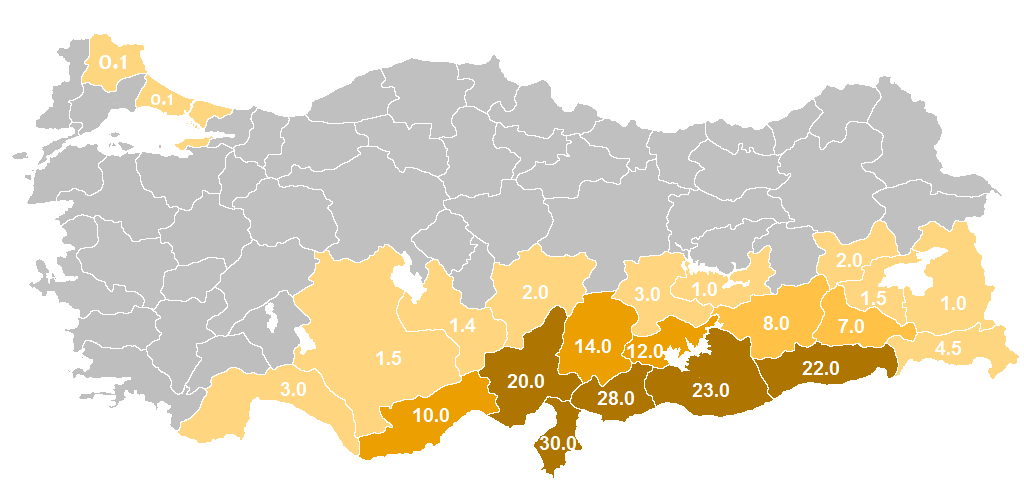
Sprekers van het Arabisch per provincie (in %)

De meeste Arabieren in Turkije spraken van oudsher een vorm van het Levantijns-Arabisch, een dialect van het Arabisch aan de oostelijke kuststrook van de Levantijnse Zee, maar in het zuidoosten werd ook een Noord-Mesopotamisch dialect van Arabisch gesproken. Nadat Hatay in 1938 geünificeerd werd met Turkije, schakelde de jongere generatie massaal over naar het Turks. Tegenwoordig spreken de meeste jongeren in de İskenderun en Antiochië uitsluitend het Turks als moedertaal. Desalniettemin wordt in sommige plattelandsregio's, waaronder in Samandağ, het Arabisch nog actief gebruikt. In sommige delen van Şanlıurfa, Batman, Şırnak, Bitlis en Siirt spreken ouderen enkel de Arabische taal; soms verstaan ze zelfs geen Turks. Alhoewel het grootste deel van de oudere generatie het Arabisch begrijpt en spreekt, kan een zeer klein deel deze taal lezen en schrijven. De meeste Arabieren in Turkije hebben namelijk geen kennis van het Arabisch schrift.

## Religie

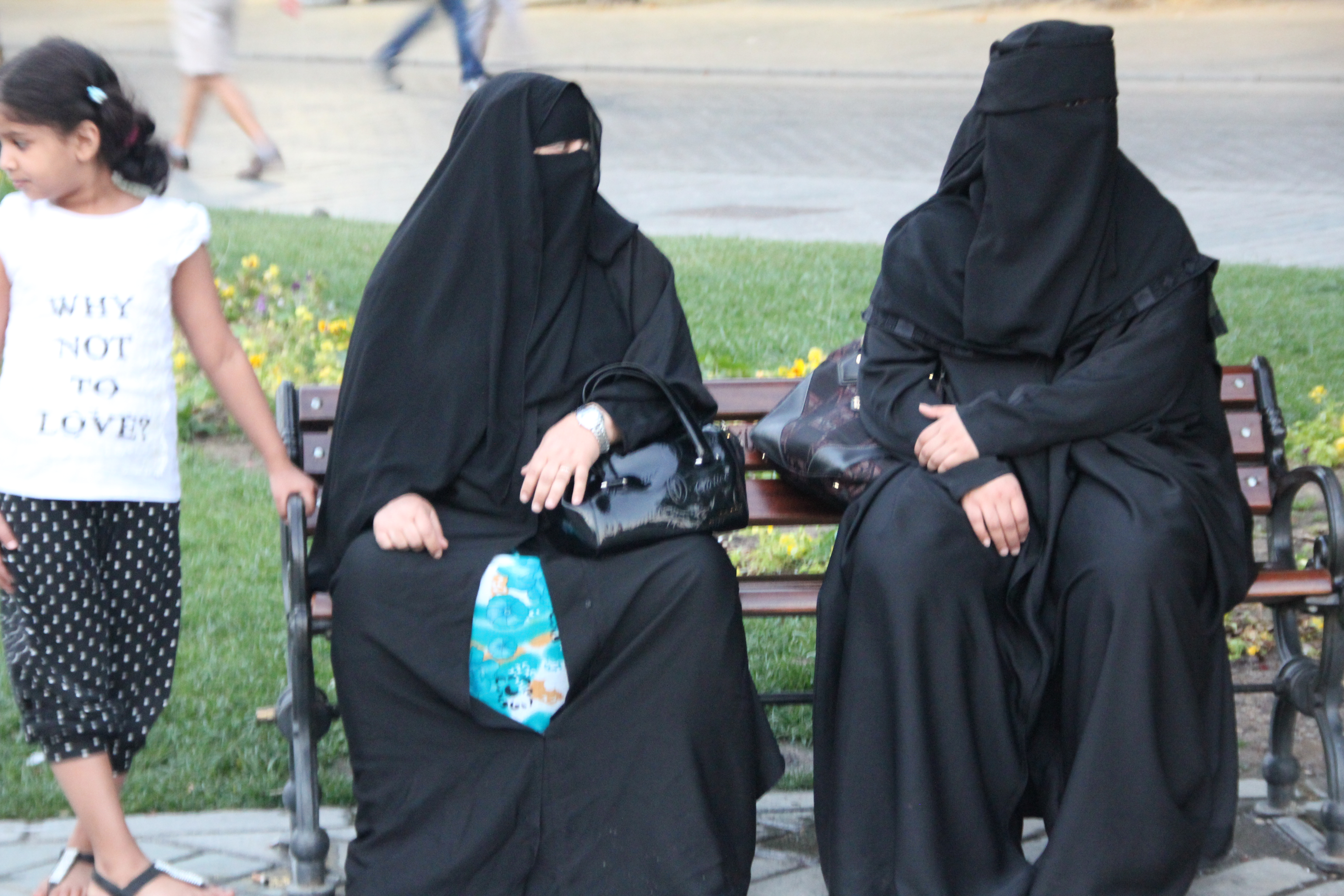
Arabische toeristen met niqab in Istanboel

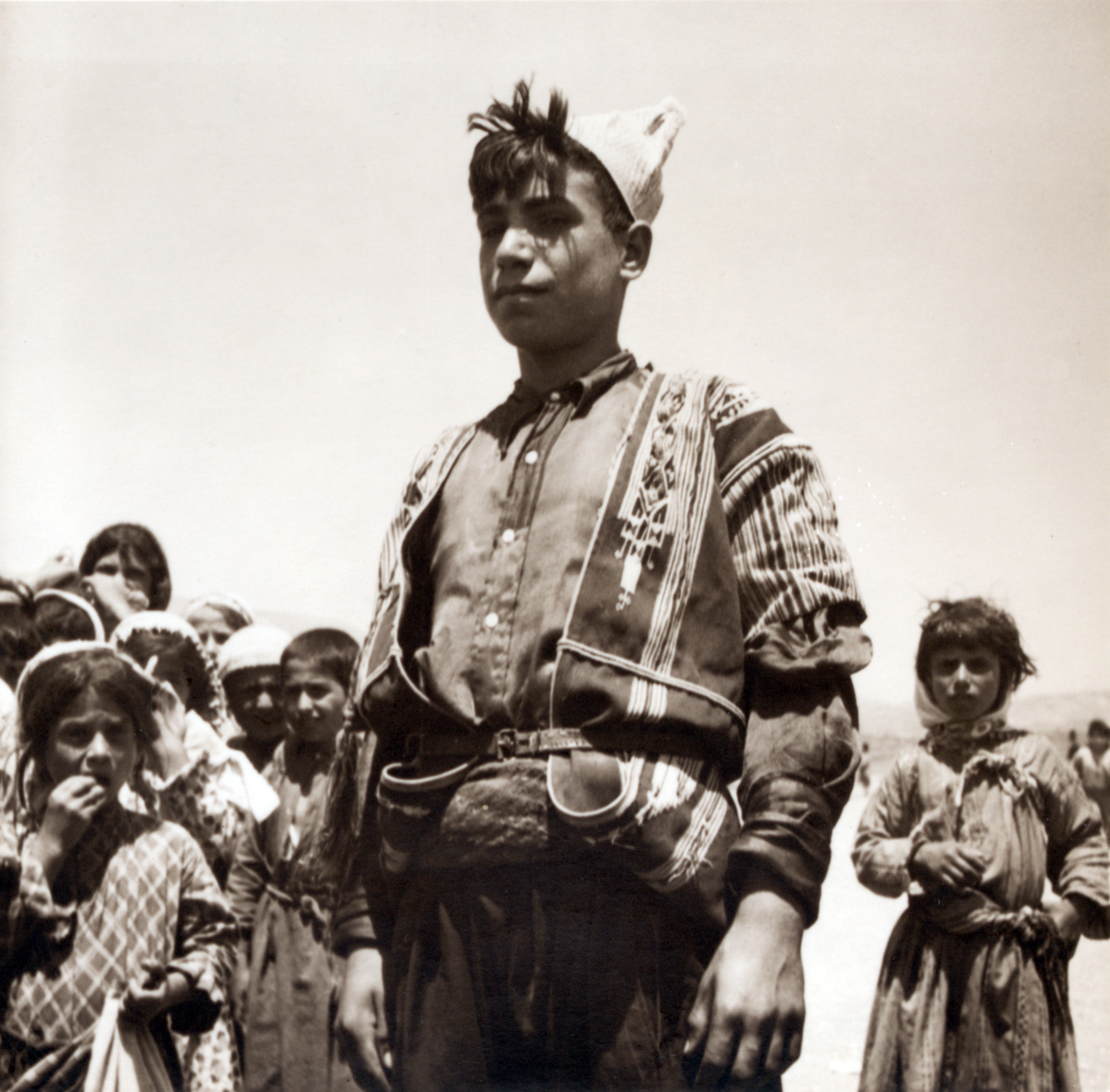
Arabischtalige alawitische kinderen dansen in Antiochië op 14 juli 1938 in de nieuwe Republiek Hatay. Turkse troepen bezetten de Syrische Sandjak van Alexandretta in 1938. In 1939 annexeert Turkije de Republiek Hatay formeel.

De meeste inheemse Arabieren in Turkije zijn aanhangers van de (Shafi'i-soennitische) islam. Er wonen ook ongeveer 300.000 tot 350.000 Alawieten. Om verwarring met de (etnisch) Turkse en Koerdische/Zaza alevieten te voorkomen, noemen de Alawieten zichzelf vaak Arap Alevileri ("Arabische alevieten") in het Turks. Ook de term Nusayrī, die eerder in theologische teksten werd gebruikt, wordt gebruikt om de Alawieten aan te duiden. In Çukurova staan Alawieten bekend als Fellah en Arabuşağı ('Arabierskind', een exoniem dat voor velen als aanstootgevend wordt beschouwd).
Er is ook een christelijke minderheid van ongeveer 18.000 personen: zij zijn voornamelijk leden van het Grieks-orthodox patriarchaat van Antiochië. Zij waren vanouds vooral geconcentreerd in Hatay (İskenderun, Samandağ en Altınözü), maar een aanzienlijk deel is in de tweede helft van de twintigste eeuw geëmigreerd naar Istanboel (of het buitenland). Tokaçlı (Cneydo) is het enige dorp in Turkije met een Arabisch-christelijke bevolking.
Er is ook een (inmiddels bijna compleet verdwenen) Arabischsprekende gemeenschap van Mizrachi-Joden, met name in Hatay en nabijgelegen plaatsen: zij wonen tegenwoordig vooral elders in Turkije of in Israël.

## Bekende Turken van Arabische komaf
Hieronder staat een opsomming van bekende Turken van (deels) Arabische afkomst:
- Johannes Avetaranian (1861-1919) - Zendeling
- Haim Moussa Douek (1905-1974) - Rabbijn (Mizrachi-Joods)
- Aliye Rona (1921-1996) - Actrice
- İbrahim Tatlıses (1952) - Zanger en acteur, half-koerdisch / half-arabisch[8][9]
- Emine Erdoğan (1955) - First Lady[10], vrouw van Recep Tayyip Erdoğan
- Nur Yerlitaş (1955-2020) - Modeontwerpster
- Sertab Erener (1964) - Artieste, winnaar van het Eurovisiesongfestival 2003
- Hasan Şaş (1976) - Voetballer
- Selçuk İnan (1985) - Voetballer
- Atiye (1988) - Artieste[11][12]
- İsmail Köybaşı (1989) - Voetballer
- Aziz Sancar (1946) - Scheikundige, winnaar van de Nobelprijs voor Scheikunde in 2015
- Haluk Levent (1968) - Rockzanger en musicus